# ジョーダン・ピーターソン
ジョーダン・ベアレント・ピーターソン (Jordan Bernt Peterson、1962年6月12日生) はカナダ人の臨床心理学者、作家、YouTuberで、トロント大学の心理学教授である。2010年代後半に文化的および政治的問題に関する見解で広く注目され始めた。しばしば保守的と表現されている。
カナダのアルバータ州で生まれ育ち、アルバータ大学で政治学と心理学の学士号で取得し、マギル大学で臨床心理学の博士号を取得した。アメリカのハーバード大学で教鞭を執った後、1998年にトロント大学の心理学教授となりカナダに戻った。1999年には最初の単著書籍である『Maps of Meaning: The Architecture of Belief』（意味の地図: 信念の構造）を出版し、この本はその後、彼の多くの講義の基礎となった。
2016年、ピーターソンは、カナダ議会で可決されたカナダ人権法と刑法（法案C-16）の改正を批判する動画をYouTubeに投稿した。彼は、法案が特定のジェンダー代名詞の使用を強制することになると主張し、ポリティカル・コレクトネスとアイデンティティ政治に対する批判に関連づけた。動画はメディア報道を受け、多くの賛否を呼んだ。
ピーターソンのYouTube動画やポッドキャストは徐々に数百万の視聴回数を集めた。2018年には2冊目の本『12 Rules for Life: An Antidote to Chaos』を出版し、本はワールドツアーで宣伝され、いくつかの国でベストセラーになった。 2019年と2020年にかけて、重度のベンゾジアゼピン離脱症候群の後遺症によって活動休止となった。2021年に、3冊目の本『BeyondOrder: 12 More Rules for Life』を出版し、活動を復帰した。

## 出生～少年時代
ピーターソンは、1962年6月12日にカナダ・アルバータ州のエドモントンで生まれ、その北西にあるフェアビューという小さな町で育った。3人兄弟の長子。母のビバリーはグランドプレーリー地域大学フェアビュー・キャンパスに勤める司書、父のウォルターは教師だった。ミドルネームのベアレント(Bernt)は、ノルウェー人の曽祖父にちなむ。
13歳の頃、通っていた学校の司書に勧められ、ジョージ・オーウェル、オルダス・ハクスリー、アレクサンドル・ソルジェニーツィン、アイン・ランドなどの著作に親しむ。10代の頃は新民主党のために活動するが、次第に距離を置くようになり、18歳で離党。

## 教育
1979年にフェアビュー高校を卒業した後、政治学と英文学を学ぶためにグランドプレーリー地域大学に入学。その後、アルバータ大学に転籍して、1982年に政治学の学士号を取得した。その後、学業を1年休んでヨーロッパを訪れ、そこで冷戦の心理的起源、20世紀欧州の全体主義、カール・ユング、フリードリヒ・ニーチェ、アレクサンドル・ソルジェニーツィン 、フョードル・ドストエフスキー について研究を始める。アルバータ大学に戻ったピーターソンは、1984年に心理学の学士号を取得。1985年にはマギル大学で学ぶために、モントリオールに移り住んだ。1991年に臨床心理学の博士号を取得。1993年までマギル大学のダグラス病院に博士研究員として残った。

## 業績

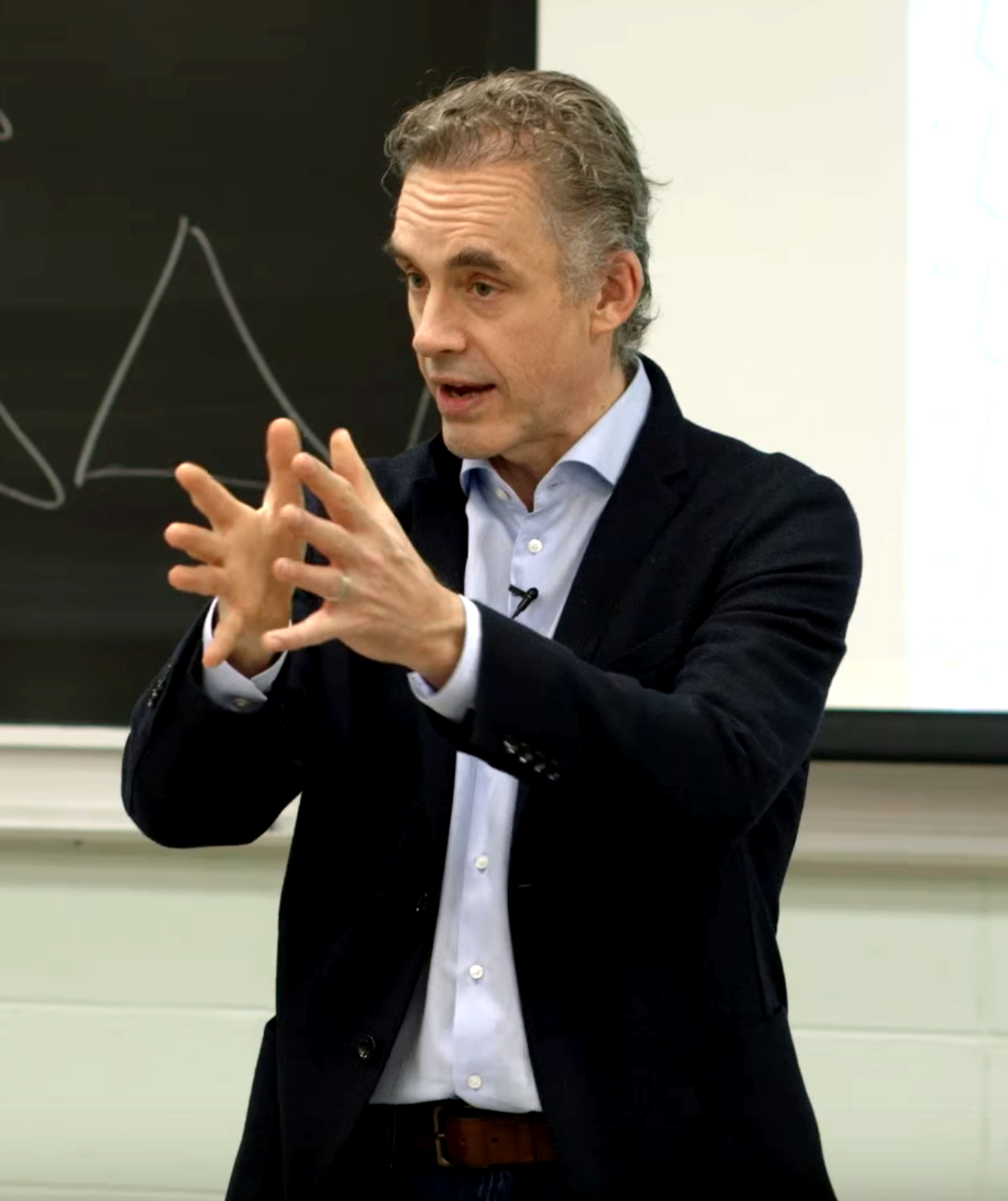
トロント大学で講義をするピーターソン（2017年3月）

1993年7月から1998年6月まで、ピーターソンはマサチューセッツ州アーリントンに住み、ハーバード大学の心理学部で助教授/准教授として講義および研究を行った。ハーバード大学では、薬物とアルコールの乱用に起因する攻撃性について研究し、慣例にとらわれない論文プロポーザルをいくつも指導した。1998年7月、ピーターソンはカナダに戻り、トロント大学で教授職に就いた。
ピーターソンの研究領域は、精神薬理学、異常心理学、神経心理学、人格心理学、社会心理学、産業・組織心理学、宗教の心理学、イデオロギーの心理学、政治心理学、創造性の心理学である。ピーターソンは100を超える論文を執筆または共同執筆しており、2017年半ばの段階でその引用数は8000回近くにのぼる。
そのキャリアの大半において、ピーターソンは積極的に臨床診療を行っており、週に約20人の来談者を診ている。ソーシャルメディアでも活発に活動しており、2016年9月には、ジェンダー代名詞の使用を強制する法律を批判するため、一連のビデオを公開した。新しいプロジェクトに専念するため、臨床診療は2017年に中断し、2018年現在、大学で教えることも一時的停止している。
ピーターソンとサム・ハリスは、2018年6月にブレット・ワインスタインを司会者としてバンクーバーで、2018年7月にダグラス・マレーを司会者としてダブリンとロンドンで、宗教と神について公開討論を行った。2019年4月、トロントにおいて、資本主義とマルクス主義における幸福について、スラヴォイ・ジジェクと公開討論を行った。

## 著作物

### Maps of Meaning: The Architecture of Belief(1999)
1999年、『Maps of Meaning: The Architecture of Belief』(意味の地図: 信念の構造)がラウトレッジ社から刊行された。完成までに13年をかけたこの本では、脳の作用のしくみに関する最新の科学的理解に基づき、神話、宗教、文学、哲学、心理学などのさまざまな分野の発想を使用して、人々が意味を構築し、信念を形成し、物語を編む方法について、包括的な理論を説明している。
ピーターソンによれば、この本の主な目的は、個人および集団が社会的葛藤に関与する理由を調査し、結果的に殺戮や病的な残虐行為(グラーク、アウシュヴィッツ強制収容所、ルワンダ虐殺など)につながった信念体系(すなわちイデオロギー的同一性)を支えるために個人が採用する論理と動機について分析することだとしている。ピーターソンは、「世界の宗教観念の分析により、根本的な道徳について説明し、結果的に道徳の普遍的な体系を開発できるかもしれない」と考えている。この本では、ユングの元型が重要な役割を果たしている。

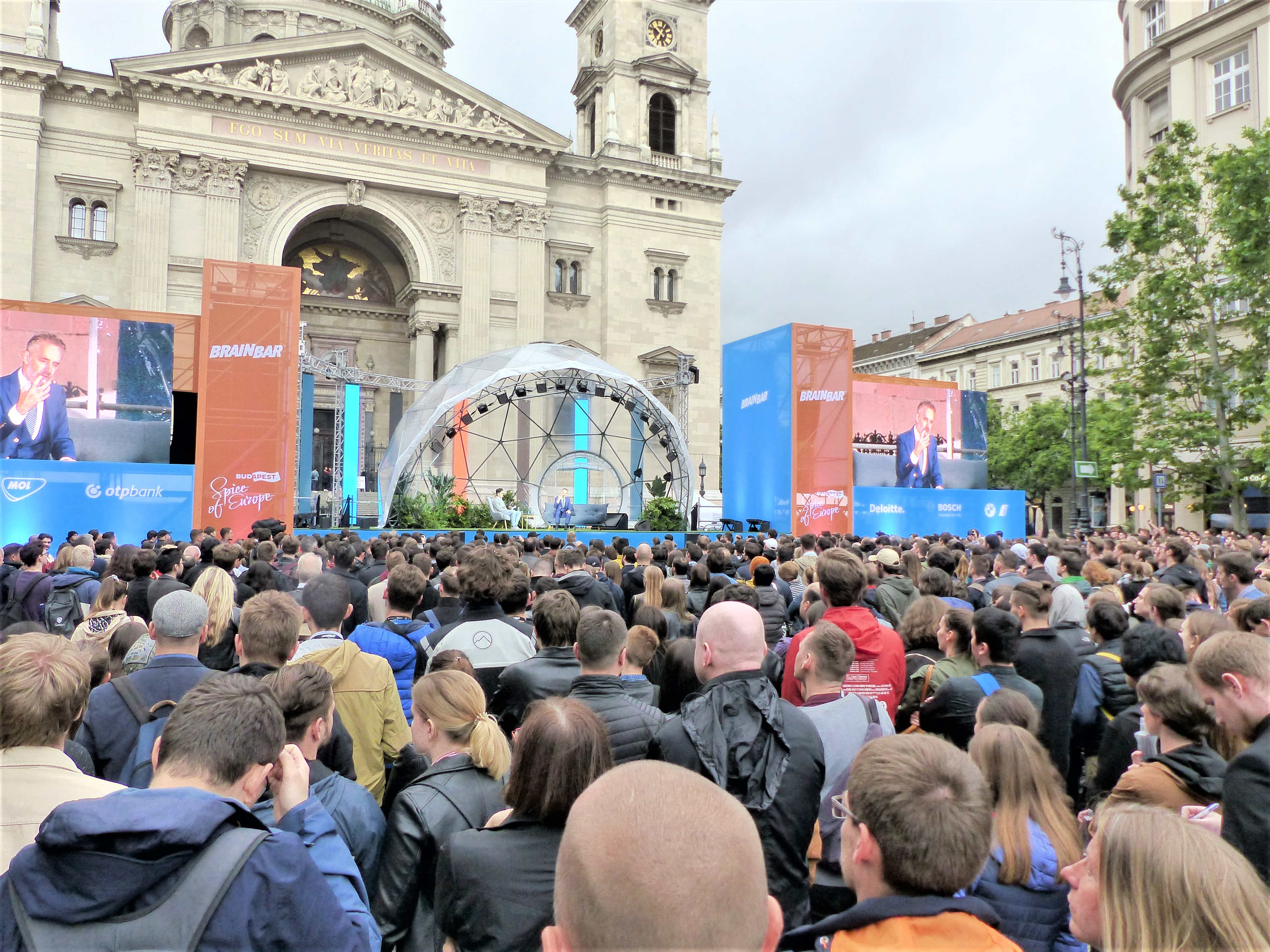
ハンガリー・ブダペストの聖イシュトヴァーン大聖堂の前で話すピーターソン（2019年5月）

2004年、この本をベースとした13回シリーズのテレビ番組が、TVオンタリオで放映された。

### 12 Rules for Life: An Antidote to Chaos(2018)
2018年1月、ピーターソンの第二の著作である『12 Rules for Life: An Antidote to Chaos』がペンギン・ランダムハウスから刊行された (和訳は『生き抜くための12のルール 人生というカオスのための解毒剤』というタイトルで2020年7月に朝日新聞出版から出版された)。ピーターソンはこの本で、人生に関する抽象的な倫理原則を、「Maps of Meaning」よりもわかりやすい形で解説している。この本のプロモーションのため、ピーターソンは世界をツアーして回った。このとき、ピーターソンは英国のチャンネル4でキャシー・ニューマンのインタビューを受けたが、このインタビューは大きな注目を集め、この本の認知度の向上にもつながった。『12 Rules for Life』は、カナダ、米国、英国でベストセラー・ランキングの第1位に輝いた。

### Beyond Order: 12 More Rules for Life(2021)
前作である『生き抜くための12のルール 人生というカオスのための解毒剤』の続編。2021年3月にランダムハウス・カナダから出版された。

## 私生活
1989年にタミー・ロバーツと結婚。2人の間には息子のユリアンと娘のミハイラがいる。
ピーターソンが有名になった後、娘のミハイラは個人で肉しか食べない食事療法のアドバイスを中心にインターネットで活動をしている。

### 健康問題
2016年、ピーターソンは食物に対して重度の自己免疫反応を示したため、クロナゼパムを処方された。2016年後半、重度のうつ病と乾癬やブドウ膜炎などの自己免疫疾患の影響を抑えるために、肉と一部の野菜のみからなる厳格な食事療法を行った。
2018年半ばに、野菜を食べるのをやめ、牛肉だけを食べ続けた。2019年4月、妻が癌と診断されたことによる不安に対処するために、クロナゼパムの処方量が増量された。数ヶ月後、自分の摂取量を減らしたり、薬の服用を完全に止めるなど、さまざまな試みを行ったが、アカシジアを含む「恐ろしい」ベンゾジアゼピン離脱症候群を経験した。娘によると、ピーターソンと彼の家族は、治療の希望に応じてくれる医師を北米で見つけることができなかったため、2020年1月、ピーターソンと娘とその夫は治療のためにロシアのモスクワに行った。そこで医師はピーターソンを両肺の肺炎と診断し、医学的に誘発された8日間の昏睡状態に置かれた。ピーターソンは集中治療室で4週間を過ごし、その間に運動能力を一時的に喪失したと言われている。
ロシアでの治療から数ヶ月後、ピーターソンと彼の家族はさらなる治療のためにセルビアのベオグラードに引っ越した。2020年6月、ベオグラードで録音された娘のポッドキャストに出演し、1年以上の時を経て公の場に姿を現した。彼は、疲労を感じる以外は「通常の自分に戻った」と述べ、彼の将来については慎重ながらも楽観的であった。また、ベンゾジアゼピン (クロナゼパムを含む薬物の種類) の長期使用の危険性について人々に警告したいと述べた。2020年8月、彼の娘は、セルビアでの入院中に父親が新型コロナウイルス感染症に感染したと発表した。2ヶ月後、ピーターソンはYouTubeに動画を投稿し、自宅に戻り近い将来に仕事を再開することを目指していることを伝えた。